# Volfgang Jankovec
Volfgang Jankovec (psán též jako Wolfgang Jankovec, v odboji působící pod krycím jménem Havelka; (10. října 1896, Plzeň – 20. prosinec 1944, Drážďany) byl český středoškolský pedagog a publicista, za německé okupace působící v domácím odboji, za což byl popraven.

## Život
Nejprve vystudoval obchodní akademii v Plzni, poté Českou školu technickou v Praze. Po jejím absolvování postupně pedagogicky působil na obchodních akademiích v Plzni, Košicích, Teplicích, na Smíchově a v Karlíně. V Teplicích a okolí byl i se svou ženou kulturně a osvětově činný a na tamější škole vyučoval i Františka Fajtla.
Od 20. let 20. století byl politicky činný v Československé sociálnědemokratické dělnické straně a v Dělnické akademii. Působil také v redakcích měsíčníku Dělnická osvěta a v týdeníku Nová svoboda. Již před druhou světovou válkou byl činný v protifašistických organizacích: v roce 1937 spoluzakládal Společnost přátel demokratického Španělska a v roce 1938 připravoval levicový manifest Věrni zůstaneme. Po okupaci působil v ilegální odbojové skupině Petiční výbor Věrni zůstaneme a podílel se i na vydávání ilegálního časopisu V boj. Roku 1940 spoluzakládal organizaci ÚVOD, o rok později Ústřední národně-revoluční výbor (ÚNRV). Za tuto odbojovou činnost byl dne 10. prosince 1941 zatčen gestapem a vězněn v pankrácké věznici, v Kladně, Vratislavi, Gollnowě, Štětíně a v Drážďanech. V Drážďanech byl pak 23. října 1944 odsouzen k trestu smrti.)
Během pedagogického působení v Košicích se roku 1921 oženil se svou kolegyní, pedagožkou ing. Ludmilou Stračovskou, jež s ním taktéž později působila v odbojovém hnutí.

## Ocenění
Dne 28. října 1995 mu prezident Václav Havel udělil Medaili Za zásluhy I. stupně in memoriam. V Praze-Holešovicích a v Teplicích jsou po Jankovcovi pojmenovány ulice.